# EiskaltDC++
EiskaltDC++ — свободный кроссплатформенный клиент файлообменной сети Direct Connect.

## История
История проекта началась в июле 2009 года с создания модификации Valknut — Valknut-mod. После достаточно длительной разработки мода, работа над Valknut-mod была остановлена, а все последующие изменения стали происходить в форке, получившим название EiskaltDC (Eiskalt (Айскальт) — нем. морозный, заледенелый. Название клиента образовалось из названия песни немецкой группы Eisbrecher — Eiskalt Erwischt). Спустя несколько месяцев разработчики решили, что используемая в Valknut в качестве ядра библиотека dclib устарела и не отвечает современным стандартам, в связи с чем было принято решение о переходе на ядро которое используется в клиенте DC++, что повлекло за собой полное переписывание кода клиента. Переписанный клиент получил название EiskaltDC++, стал базироваться на ядре DC++ и поддерживать, помимо протокола Direct Connect, протокол ADC. В EiskaltDC++ нет кода из старого EiskaltDC, единственное что связывает эти два клиента — это общие авторы.

## Возможности
- Графические интерфейсы на Qt и GTK+, демон и к нему веб-интерфейс на JavaScript и консольный интерфейс на Perl, взаимодействуют через JSON-RPC.
- Многопоточное скачивание (скачивание фрагментов одного файла сразу с нескольких источников).
- Поиск с возможностью группировки результатов, чёрный список для результатов поиска.
- Поддержка DHT (обеспечивает возможность обмена файлами и поиск по TTH без участия хабов)
- Поддержка UPnP.
- Поддержка привязки к сетевому интерфейсу/адресу.
- Возможность использования бокового дока со списком виджетов, многострочной панели табов или однострочной панели с табами.
- Поддержка PFSR (partial file sharing) (пользователи могут качать с вас части файла, который вы сами ещё не полностью скачали, аналогично вы можете качать с других пользователей частично скачанные ими файлы).
- Списки отданного/скачанного.
- Возможность автообновления внешнего IP через DynDNS.
- Публичные/избранные хабы (списки интернет хабов, используемая кодировка, тип подключения, возможность представляться другими клиентами, внешний IP, возможность отключения чата при соединении с хабом, возможность задания разных поисковых интервалов для хабов (по умолчанию: 60 с)).
- Избранные пользователи (автоматически выдавать слот, описание, время последнего посещения).
- Фильтр IP-адресов.
- Антиспам.
- Поисковой шпион.
- Ведение логов.
- Фильтр в списке пользователей, в результатах поиска, в публичных хабах и в файл-листах, поиск в файл-листах.
- Возможность использовать регулярные выражения Qt в фильтре списка пользователей (используйте ##<regexp> в фильтре).
- Полнофункциональный чат (раскраска ников, парсинг магнетов, ссылок, смайлы, панель смайлов или окно выбора смайлов, поиск в чате, команды чата, поддержка BBCode, отключение/включение/очистка чата, Shift+Enter для переноса строки ввода в чате, проверка орфографии (с использованием Aspell), возможность отображения IP-адресов и стран пользователей в чате (зависит от настроек хаба: информация о них обычно доступна только для операторов), разделитель (горизонтальная линия) для непрочитанных сообщений в чате, возможность подсветки ключевых слов в чате — команды чата /kword add <keyword>, /kword purge <keyword>, /kword list).
- Пользовательские команды хаба.
- Секретарь (позволяет не читать бесполезные сообщения во множестве чатов для поиска чего-то интересного, например, сообщений с магнет-ссылками или ключевыми словами).
- Менеджер ограничения скорости закачки/отдачи.
- Подсветка дубликатов в шаре.
- Ограничение отдачи по размеру шары (задаётся через контекстное меню для выбранного каталога в списке файлов).
- Текстовые и звуковые уведомления.
- Настройки хеширования (ограничение скорости хеширования, постановка на паузу, использование маски для указания файлов и каталогов, которые не надо хешировать, настройка периода автоматического обновления шары).
- Поддержка пользовательских расширений на QML, QtScript и Lua.
- Возможность загружать файлы в каталог назначения, без использования временного каталога.
- Отдельная настройка шрифтов для приложения, списка пользователей, чата, личных сообщений.
- Возможность обработки magnet-ссылок и хаб-ссылок переданных в клиент из различных браузеров[2].
- Drag-and-drop файлов в поле ввода сообщений. Если файл есть в шаре, то вместо него подставляется magnet-ссылка.
- Поддержка возможности использования регистро-зависимого файл-листа.
- Возможность скрытия меню (Ctrl+M) при этом добавляется соответствующая кнопка на панель инструментов.
- Индикаторы свободного места и прогресса хеширования в статусной строке.
- ADL-поиск (с поддержкой регулярных выражений в стиле Perl посредством PCRE).
- Интервал обнаружения отсутствия (проверка активности пользователя).
- Менеджер комбинаций клавиш.
- Диалог для вычисления TTH произвольного файла.
- Поддержка IDNA — распознавание национальных доменных имен.
- Возможность подключаться к хабам по кодированному URL (например: dchub://%D1%85%D0%B0%D0%B1.%D1%81%D0%BC%D0%BE%D0%BB%D0%BD%D0%B5%D1%82.%D1%80%D1%84)
- Возможность просмотра очереди пользователей ожидающих слота.